# Thomas Enzinger
Thomas Enzinger (* 10. April 1963 in Wien) ist ein österreichischer Regisseur und gehört zu den etabliertesten Künstlern im Bereich des musikalischen Unterhaltungstheaters, er arbeitet international an renommierten Häusern. Der Schwerpunkt seiner Tätigkeit liegt im Genre Operette, er inszeniert aber auch Opern, Musicals und Schauspiel. Seit 2017 ist er Intendant und Geschäftsführer des Lehár Festivals Bad Ischl. Für seine Inszenierungen erhielt er mehrere Preise.

## Biografie
Nach dem Besuch der Volksschule und des Gymnasiums in seiner Heimatstadt nahm Enzinger Schauspielunterricht. Er absolvierte erfolgreich die Berufsreifeprüfung und war dann mehrere Jahre als Schauspieler tätig, u. a. am Theater in der Josefstadt, dem Landestheater Linz, bei den Wiener Festwochen und am Kabarett Simpl. Darüber hinaus wirkte er in zahlreichen TV-Produktionen mit.
Neben der Tätigkeit als Schauspieler begann Enzinger frühzeitig damit selbst zu inszenieren. Seit 1992 ist er ausschließlich als Regisseur tätig und kann mittlerweile über 100 Inszenierungen an international renommierten Häusern vorweisen. Bisher sind vier seiner Inszenierungen vom ORF aufgezeichnet worden, die Ausstrahlung seiner Fledermaus-Inszenieung am Musiktheater Linz verzeichnete 2024 einen Rekord bei den Zuschauer-Quoten. 
1997 gründete Enzinger zusammen mit Stefanos Tsialis den Schönebecker Operettensommer, ein Festival das jährlich von bis zu 18.000 Zuschauern besucht wird.
2016 wurde bekannt, dass Thomas Enzinger als neuer Intendant des Lehár-Festivals Bad Ischl feststeht. Seit Mai 2017 hat Enzinger diese Position übernommen. In der ersten Saison verwaltet er das Programm seines Vorgängers, weshalb Enzingers eigene künstlerische Handschrift erst ab 2018 sichtbar wurde. In seiner bisherigen Zeit als Intendant erhielt das Festival mehrere Preise und erzielte mehrfach Zuschauerzahlen- und Einnahmenrekorde. Die Resonanz des Festivals geht weit über die Grenzen Österreichs hinaus. 
Enzinger hat außerdem bei mehreren TV-Produktionen Regie geführt, u. a. für eine ORF-Serie und eine Sat.1/ORF-Koproduktion.
Neben seiner Arbeit als Regisseur ist er auch als Autor tätig, einige seiner Operetten-Bearbeitungen sind in Verlagen erschienen. Außerdem veröffentlichte er mehrere Theaterstücke und eigene Kabarett-Programme. Darüber hinaus schreibt er für das Fernsehen, u. a. zusammen mit Paul Harather die Drehbücher zu einer 13-teiligen TV-Serie.

## Stationen
Enzinger arbeitet regelmäßig an großen Staats- und Stadttheatern im gesamten deutschsprachigen Raum. Zu seinen wichtigsten Stationen zählen die Volksoper Wien, das Gärtnerplatztheater München, die Staatstheater in Nürnberg, Braunschweig und Wiesbaden, die Opernhäuser in Kiel und Dortmund sowie die österreichischen Landestheater in Linz, Salzburg und Innsbruck.

## Arbeitsweise und Stil
Enzingers Inszenierungen sind, auch aufgrund seiner Schauspiel-Ausbildung, durch eine präzise und prägnante Darstellerführung charakterisiert. Er entwickelt die vielschichtigen Figuren auch aus den im Stück vorgegebenen Situationen und sozialen Hintergründen, allerdings wehrt sich Enzinger diesbezüglich gegen eine Überinterpretation. In einem Interview mit der österreichischen Zeitung Kurier sagt er: „Die soziale Komponente darf mitspielen, aber nicht Selbstzweck sein.“ 
Enzinger ist weiters für seine starke und eindrucksvolle Bildersprache bekannt. Es gelingt ihm, die Stücke temporeich, klug, gefühlvoll und pointiert umzusetzen. Seine klassisch-modernen Inszenierungen sind außerdem vielfach durch Enzingers fantasievolle Bearbeitungen geprägt.
In einem Interview mit der österreichischen Tageszeitung Der Standard sagte Enzinger, dass er der Überzeugung sei, dass „heutiges Theater“ nicht zwangsläufig im heutigen Gewand daher kommen müsse. Enzinger spricht davon, dass er in seinen Inszenierungen gerne mit den verschiedensten Elementen spielt, häufig mit Überhöhungen arbeitet, aber auch immer wieder einen ironischen Zugang sucht. 

## Preise und Auszeichnungen
Auszeichnungen (Auswahl):
- 2023: Österreichischer Musiktheaterpreis (Der Graf von Luxemburg, Musiktheater Linz)
- 2019: BR Klassik Frosch des Monats Oktober (Gräfin Mariza, Staatstheater Wiesbaden)
- 2018: BR Klassik Frosch des Jahres (Die Blume von Hawaii, Lehár Festival Bad Ischl)
- 2018: BR Klassik Frosch des Monats Juli (Die Blume von Hawaii, Lehár Festival Bad Ischl)

Nominierungen:
- 2024: Österreichischer Musiktheaterpreis (Madame Pompadour, Lehár Festival Bad Ischl)

## Rezeption
Durch seine Herangehensweise gelingt es Enzinger immer wieder, Inszenierungen auf die Bühne zu bringen, die sowohl vom Publikum als auch von der Presse hoch gelobt werden.

## Inszenierungen (Auswahl)
Zu seinen erfolgreichsten Inszenierungen im Bereich Oper & Operette zählen u. a.
- Wiener Blut von Johann Strauß an der Volksoper Wien
- L’italiana in Algeri von Gioachino Rossini am Gärtnerplatztheater München
- Gräfin Mariza von Emmerich Kálmán an der Volksoper Wien
- Rinaldo von Georg Friedrich Händel an der Oper Kiel
- Die Fledermaus von Johann Strauß am Staatstheater Braunschweig
- Die Csárdásfürstin von Emmerich Kálmán am Staatstheater Braunschweig
- Im weißen Rößl von Ralph Benatzky am Staatstheater Nürnberg
- Paganini von Franz Lehár am Musiktheater Linz
- Der Graf von Luxemburg von Franz Lehár am Musiktheater Linz

Zu den renommiertesten Inszenierungen im Bereich Musical & Revue zählen u. a.
- My Fair Lady von Frederick Loewe und Alan J. Lerner am Staatstheater Nürnberg
- Kiss me, Kate von Cole Porter
- Roxy und ihr Wunderteam von Paul Abraham an der Oper Dortmund
- Madame Pompadour von Leo Fall beim Lehár Festival Bad Ischl
- Märchen im Grand Hotel von Paul Abraham beim Lehár Festival Bad Ischl